# Alpha Male
Pour les articles homonymes, voir Mâle alpha et bêta.
Pour plus de détails, voir Fiche technique et Distribution.
Alpha Male est un film dramatique américano-britannique réalisé par Dan Wilde et sorti en 2006.
Le film met en vedette Jennifer Ehle et Danny Huston,.

## Fiche technique
- Titre original : Alpha Male
- Réalisation : Dan Wilde
- Scénario : Dan Wilde
- Photographie : Shane Daly
- Montage : Tariq Anwar
- Musique : Stephen Warbeck
- Pays de production : États-Unis, Royaume-Uni
- Langue originale : anglais
- Format : noir et blanc
- Genre : drame
- Durée : 100 minutes
- Dates de sortie :  
  - Royaume-Uni : 11 août 2006

## Distribution
- Jennifer Ehle : Alice Ferris
- Patrick Baladi : Clive Lamis
- Amelia Warner : Elyssa Ferris
- Arthur Duncan : Young Jack Ferris
- Katie Ann Knight : Elyssa Ferris jeune (comme Katie Knight)
- Danny Huston : Jim Ferris
- Ewan Stewart : Hilary Benz
- Trudie Styler : Brede Norton
- Mark Wells : Jack Ferris
- Jemma Powell : Maliika
- Ellis Hollins : Nathan Lamis
- Eugene Simon : Felix Methuselah jeune
- Mark Heap : Darwin
- Stirling Gallacher : Dr. Bullmore
- Christopher Egan : Felix Methuselah (comme Chris Egan)